# Emmeloord

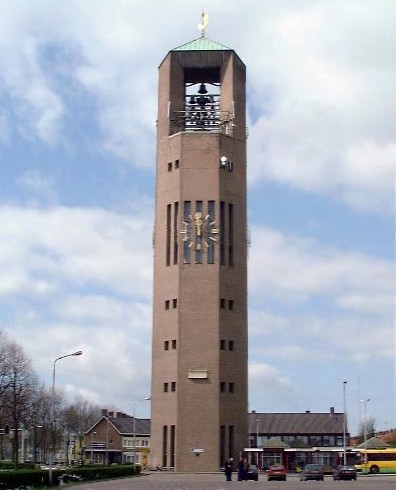
Wieża w Emmeloord

Emmeloord – miasto w środkowej Holandii, będące centrum administracyjnym gminy Noordoostpolder, położonej w prowincji Flevoland. Miasto położone jest w samym centrum Polderu Północno-Wschodniego, założone zostało w 1943 roku, niedługo po osuszeniu pobliskich terenów. W 2023 roku miasto liczyło 26910 mieszkańców.

## Atrakcje turystyczne
W centrum miasta znajduje się wieża ciśnień Poldertoren, która jest jednocześnie centralnym punktem Polderu Północno-Wschodniego. Dawniej jeszcze przed zalesieniem osuszonych terenów, z wieży widokowej, przy dobrej pogodzie, można było dostrzec obszar całego polderu.

## Transport
W pobliżu granic miasta znajduje się autostrada A6.